# 1867

## أحداث
- تأسيس مدينة أوريليا وتقع حاليا في كندا.
- تأسيس مدينة وزير أباد وتقع حاليا في باكستان.
- تأسيس مدينة سوموتو، نيكاراغوا [الإنجليزية] وتقع حاليا في نيكاراغوا.
- تأسيس مدينة شايان، وايومنغ وتقع حاليا في الولايات المتحدة.
- تأسيس مدينة سيلهيت وتقع حاليا في بنغلاديش.
- 27 سبتمبر: تأسيس مدينة فيلا ماريا وتقع حاليا في الأرجنتين.
- 25 نوفمبر: تأسيس مدينة أولافاريا وتقع حاليا في الأرجنتين.
- مخترع الديناميت هو: ألفريد نوبل عام 1867م.
- مخترع التليفون: ألكسندر غراهام بيل 1867م.
- مخترع محرك البنزين: رودولف ديزل 1867.
- شراء الولايات المتحدة الأمريكية ولاية الاسكا.
- تولي قاسم بن محمد آل ثاني المسؤولية الإدارية في قطر بعد تسليم والده لها بسبب تقدمه في العمر.

## مواليد
- أحمد زكي باشا
- إغناطيوس إلياس الثالث
- إكتور غيمار
- ألفريد لوكاس
- إميلي جرين بالش
- ادوارد ارفيج ادواردز
- الأخوان رايت
- الأمير ماكس من بادن
- بيرسي سايكس
- بيير بونرد
- جورج ويليام راسل
- جوزيف مور ديكسون
- عمر بن عبد اللطيف بن عبد الرحمن آل الشيخ
- جون غلزورثي
- روبين داريو
- ستانلي بلدوين
- طلعت حرب
- عبد الأحد داوود
- عبد اللطيف ثنيان
- فرانك لويد رايت
- فواديسواف ريمونت
- فيسنتي بلاسكو إيبانيز
- كارل غوستاف إميل مانرهايم
- كريس واتسون
- كودا روهان
- لوسيان سان
- لويجي بيرانديلو
- ماري من تيك
- محمد علي العابد
- هنري غورو
- هيرانوما كيتشيرو
- ويليس كارير
- يوهانس فيبيغر
- 9 فبراير - ناتسومه صوسيكي، روائي ياباني.
- 7 نوفمبر - ماري كوري الحاصلة على جائزتي نوبل في الفيزياء والكيمياء.
- 29 ديسمبر - آني مونتيغو ألكسندر، إحاثية أمريكية.

## وفيات
- بنجامين هول
- جان أوغست دومينيك آنغر
- دومنغو إلياس
- شارل بودلير
- طلال بن عبد الله بن علي الرشيد أمير حائل
- قسطنطين سيمونيدس
- ماكسيميليان إمبراطور المكسيك
- مايكل فاراداي
- 10 ديسمبر - ساكاموتو ريوما، ثوري ياباني